# Grubosz mleczny

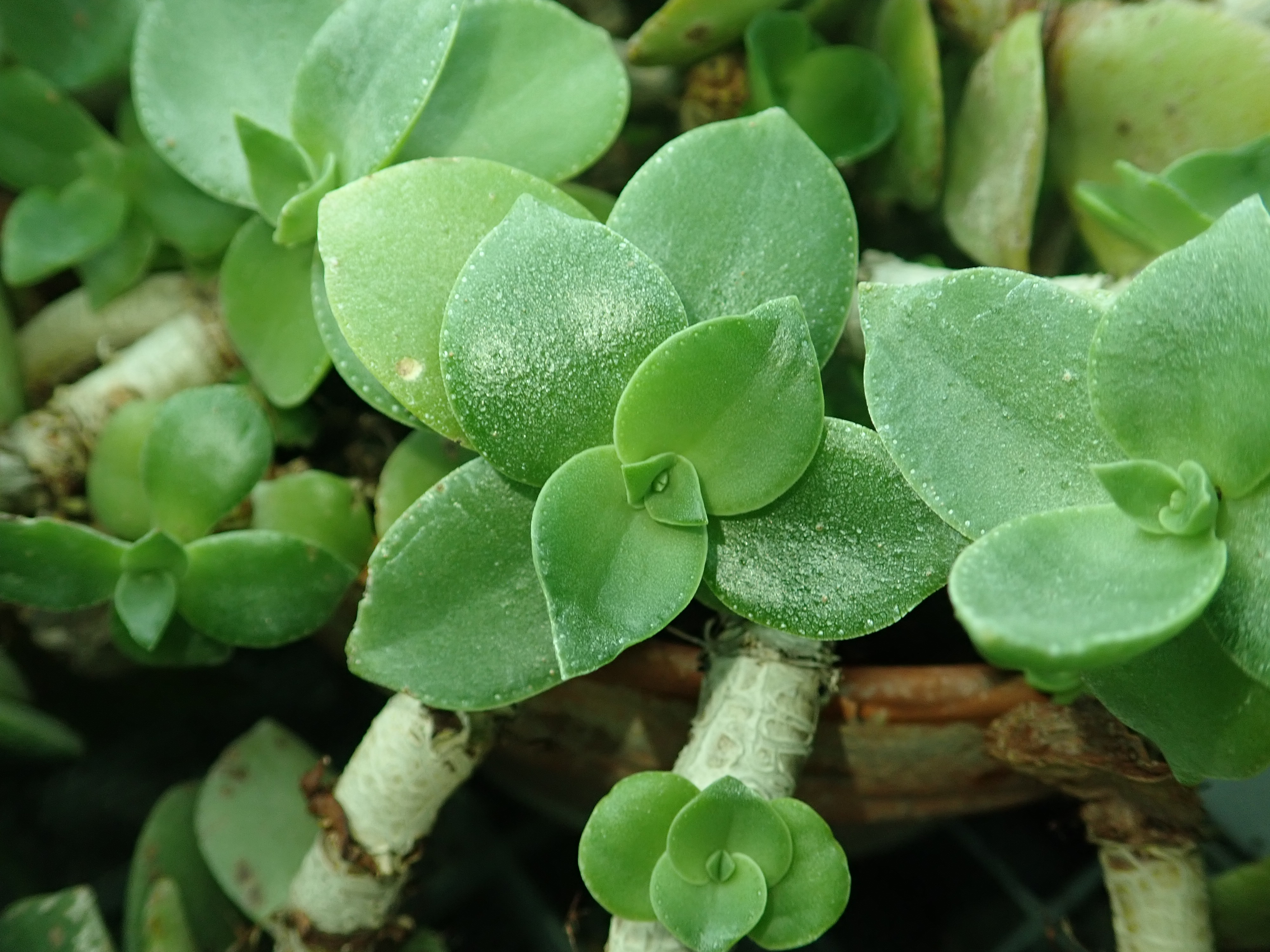
Liście

Grubosz mleczny, g. biały (Crassula lactea) – gatunek rośliny z rodziny gruboszowatych. Pochodzi z Afryki Południowej. W wielu krajach jest uprawiany jako roślina ozdobna.

## Morfologia i biologia
Bylina, sukulent. Łodyga gęsto ulistniona łopatkowatymi, mięsistymi liśćmi o zrośniętych nasadach. W liściach tych i w łodydze roślina magazynuje wodę. Uprawiane w mieszkaniu rozrośnięte okazy kwitną zimą (od grudnia do marca), ale tylko wtedy, gdy mają zapewnioną wystarczającą ilość światła. Kwiaty są białe i przyjemnie pachnące.

## Zastosowanie
W Polsce jest uprawiany jako roślina pokojowa, sadzona jest także w pojemnikach na klombach i kwietnikach. Osiąga wysokość do 60 cm. Na zewnątrz pomieszczeń rośnie lepiej, niż w mieszkaniach, nie jest jednak mrozoodporna i na zimę musi być wniesiona do pomieszczenia. Bardzo dobrze komponuje się w niewielkich ogródkach z innymi sukulentami, szczególnie z wilczomleczami i kolumnowymi kaktusami. W polskich ogrodach botanicznych uprawiany jest przeważnie w ogrzewanych szklarniach. Roślina jest długowieczna.

## Uprawa
- Sposób uprawy. Najlepszym podłożem jest ziemia torfowa z domieszką piasku. Lepiej kwitnie, gdy doniczka jest nieco za ciasna. Przez lato roślina najlepiej rośnie w oświetleniu słonecznym na zewnątrz pomieszczeń: na parapecie okiennym, na balkonie lub w ogródku (najlepiej jest wkopać doniczkę do ziemi). Roślina nie jest mrozoodporna i na zimę należy ją wnieść do pomieszczenia o dodatniej, ale niskiej temperaturze, by przeszła okres spoczynku. Jak wszystkie gruboszowate podlewa się umiarkowanie. Nawozi się rozpuszczonym w wodzie nawozem tylko przez lato (od marca do sierpnia). Po przekwitnięciu ścina się wierzchołki pędów, by roślina lepiej się rozkrzewiała.
- Rozmnażanie. Przez nasiona lub sadzonki pędowe. Młode rośliny początkowo trzyma się w miejscu nieco zacienionym i podlewa częściej niż dorosłe okazy.